# 亚东橐吾
亚东橐吾（学名：Ligularia atkinsonii）是菊科橐吾属的植物。分布于锡金、尼泊尔以及中国大陆的西藏等地，生长于海拔3,000米至3,500米的地区，多生于水边和林下草地，目前尚未由人工引种栽培。